# Habe
Habe je priimek v Sloveniji, ki ga je po podatkih Statističnega urada Republike Slovenije na dan 1. januarja 2010 uporabljalo 165 oseb.  

## Znani slovenski nosilci priimka
- Aleš Habe (*1976), kolesar
- Bogdan Habe, glasbenik
- France Habe (*1943), agronom, konjerejski strokovnjak
- France Habe (1909—1999),  geograf, speolog (krasoslovec) in fotograf
- Janez Habe (1811—1895), duhovnik, zgodovinar, poliglot
- Katarina Habe (*1973), pevka zabavne glasbe, doktorica psihologije
- Marta Habe, zborovodkinja
- Stane Habe (1920—2003), glasbeni pedagog in zborovodja
- Tomaž Habe (*1947), glasbeni pedagog, dirigent in skladatelj
- Tone Habe (1897—1975), publicist

## Znani tuji nosilci priimka
- Hans Habe (1911—1977), nemški pisatelj in novinar